# Gehad Grisha
Gehad Grisha, (Cairo, 29 de fevereiro de 1976) é um árbitro de futebol egípcio que faz parte do quadro da Federação Internacional de Futebol (FIFA).

## Carreira
Foi escolhido como árbitro da Copa do Mundo FIFA de 2018.